# 禁

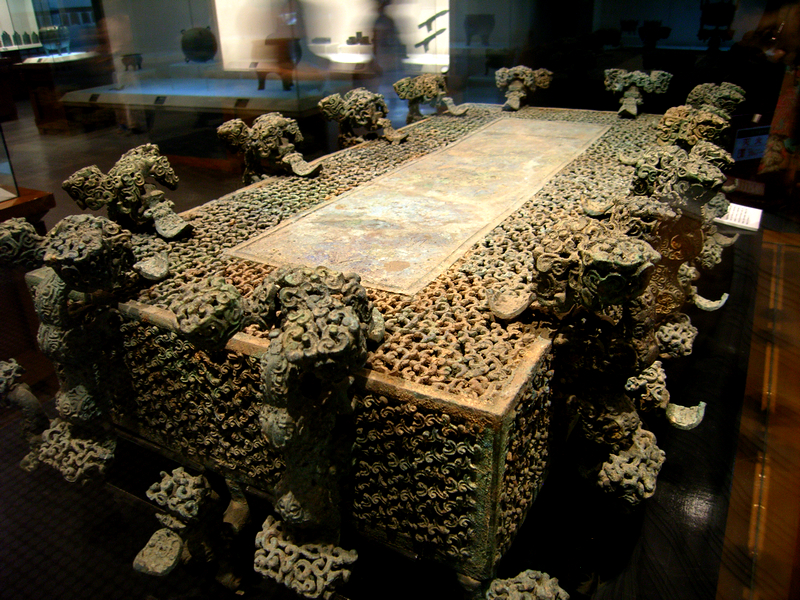
云纹铜禁，出土于河南淅川

禁，指中国古代一类用以承放盛酒器的器物，流行于周代，也是周代礼制中的一种礼器，与后世的几案相近。

## 涵义
禁字有禁戒饮酒之意。由于周朝人亲眼目睹了商朝的灭亡，他们认为夏、商两代灭亡的原因之一在于嗜酒无度，因而将承放酒杯的案台称为“禁”。周朝还发布了中国最早的禁酒令《酒诰》，其中规定：“王公诸侯不准非礼饮酒，只有祭祀时方能饮酒；民众聚饮，押解京城处以死刑；不照禁令行事执法者，同样治以死罪”。

## 文献记载
- 《仪礼·士冠礼》中载：“尊于房户之间，两甒有禁。”郑玄注：“禁，承尊之器也，名之为禁者，因为酒戒也。”
- 《礼记·礼器》中载有：“天子、诸侯之尊废禁，大夫、士棜、禁，此以下为尊也。”郑玄注：“棜，斯禁也。谓之棜者，无足有似於棜，或因名云耳，大夫用斯禁。士用禁，如今方案，隋（椭）长局句，高三寸。”
- 《仪礼·即夕礼》中记载：“设棜于东堂下”，郑玄注：“棜，今之木舆也。”
- 《仪礼·特牲馈食礼》中记载：“棜在其南，南顺，实兽于其上。”郑玄注：“棜至制如今大木舆矣，上有四周，下无足。兽，腊也。”
- 《仪礼·特牲馈食礼》中记载：“壶棜禁馔于东序”，贾公彦疏曰：“器本无名，人与立号。棜之与禁，因物立名。大夫尊以厌饫为名，士𤰞以禁戒为称。复有以有足无足立名，棜无足，禁有足。非祭礼，虽大夫去足犹存禁名。至祭则名棜，禁不为神戒也。”

## 分类
根据上述文献记载，可知古代禁分为两种：
1. 棜，或称斯禁，形状与车舆相近，方形有四周边而没有足，为大夫所用
2. 禁，形状与方案相近，椭长，下面有曲足，为士所用

士所用的禁要高于大夫所用的棜，而天子和诸侯是不用禁的，所以称“以下为尊”。
对于出土的文物，大型的承尊器无论是否有足，一般通称为“禁”，而小型的承尊器则被称为“器座”。

## 青铜禁
禁的出土数量很少，自1901年出土最早的禁——柉禁出土以来，仅发现不足十件。

### 柉禁

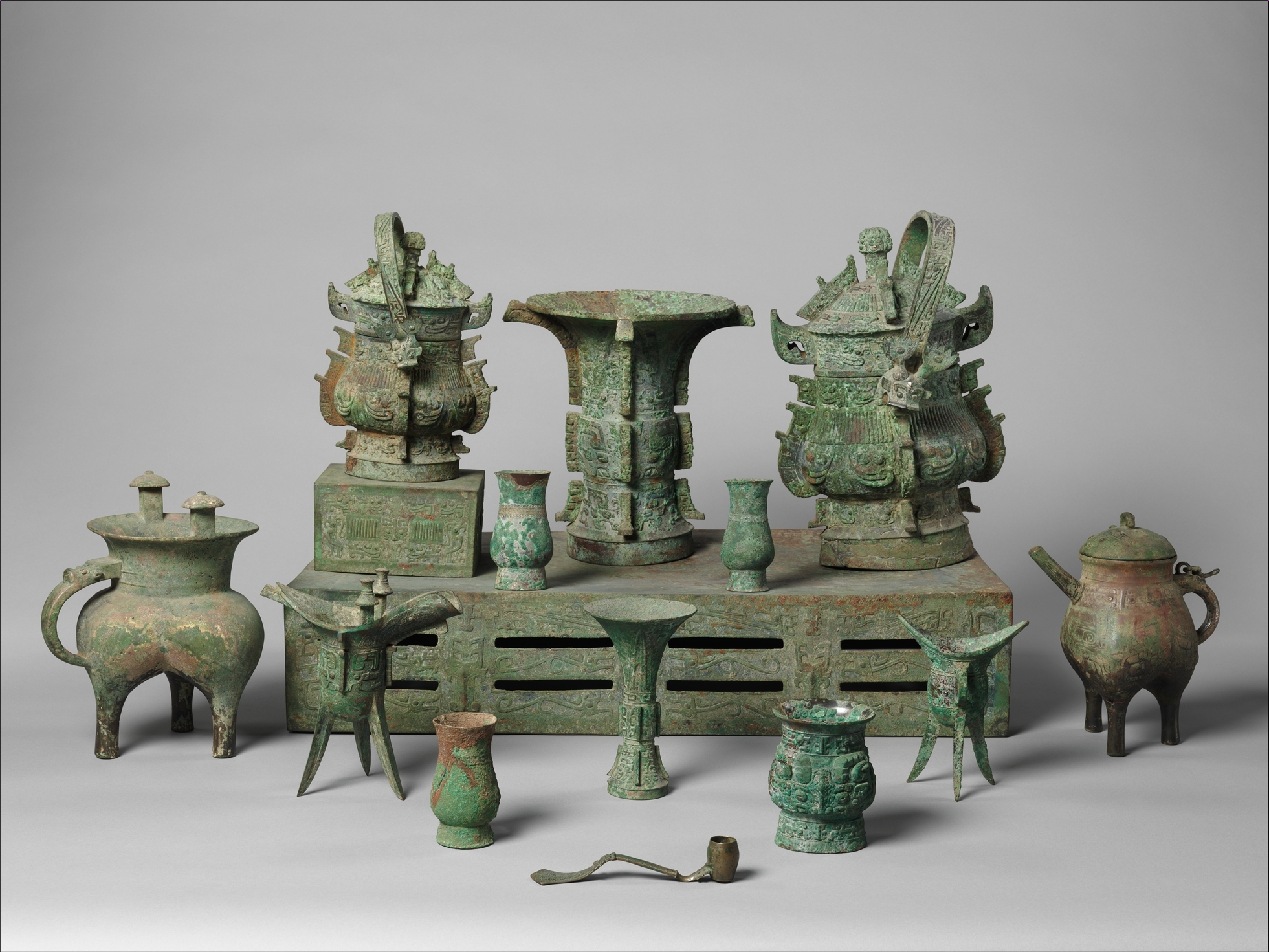
柉禁器组

柉禁，或称夔蝉纹禁、端方铜禁，是1901年在陕西宝鸡斗鸡台一古墓中出土的，加上同时出土的一个尊，两个卣和爵、角、斝、觚、觯、斗、盉等共14件青铜器，后来被称为“柉禁十三器”（斗未被计入）。这批文物在出土后后辗转被清朝重臣、金石学家端方收藏。
柉禁的器形为扁平长方体，长87.6厘米，阔46厘米，高18.7厘米，前后各有长孔八，左右各有长孔二，器上尚存置尊卣三器的痕迹。端方在1908年编撰成《陶斋吉金录》，收录了柉禁器组，首次将之定名为“柉禁”，但并未详述其命名的理由。据推测，可能与东汉《礼器碑》中“笾柉禁壶”的记载有关。
1911年，端方死于战乱，其后代于1924年将柉禁器组卖给了美国人，现藏于美国纽约大都会艺术博物馆。

### 党玉琨盗掘

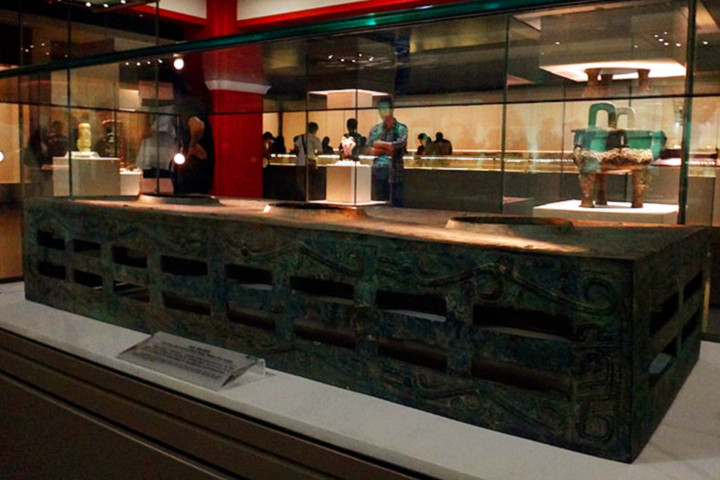
夔纹铜禁

自1917年陕西省靖国军兴起，陕西被地方军阀所割据。1917年至1928年，党玉琨盘踞在凤翔、宝鸡、岐山地区达十二年之久。自1927年秋到1928年春夏之交，党玉琨征发当地多县上千民众在戴家沟一带进行了持续半年之久的文物盗掘，挖出青铜器上千件。这批出土文物，除了被党玉坤盗卖、馈赠给僚佐上司、与妻妾亲友瓜分的之外，还有一部分被秘密埋藏。
在党玉坤盗掘的文物中，举世罕见的青铜禁有三件之多。其中的一件夔纹铜禁很快流入日本，后又流回中国，最终被天津博物馆收藏。

### 云纹铜禁

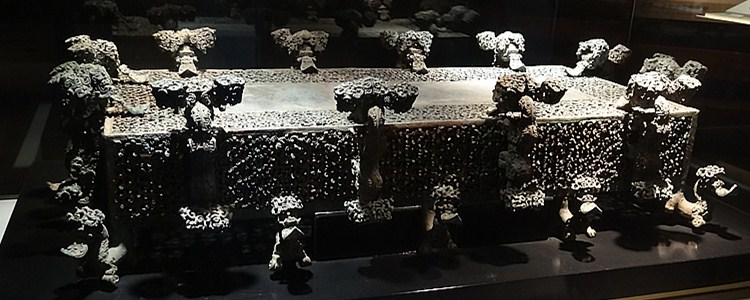
云纹铜禁

云纹铜禁是从河南省淅川县的楚墓中出土的文物，现收藏于河南博物院。该铜禁于1978年在河南省淅川县下寺2号楚墓（子庚墓）出土。为春秋时期的器物。出土时的云纹铜禁是数百块碎片，整整装了两个麻袋，后由青铜器修复专家王长青花费两年多时间修复成功。云纹铜禁为中华人民共和国国家一级文物，也是禁止出国（境）展览的文物之一。

### 石鼓山出土

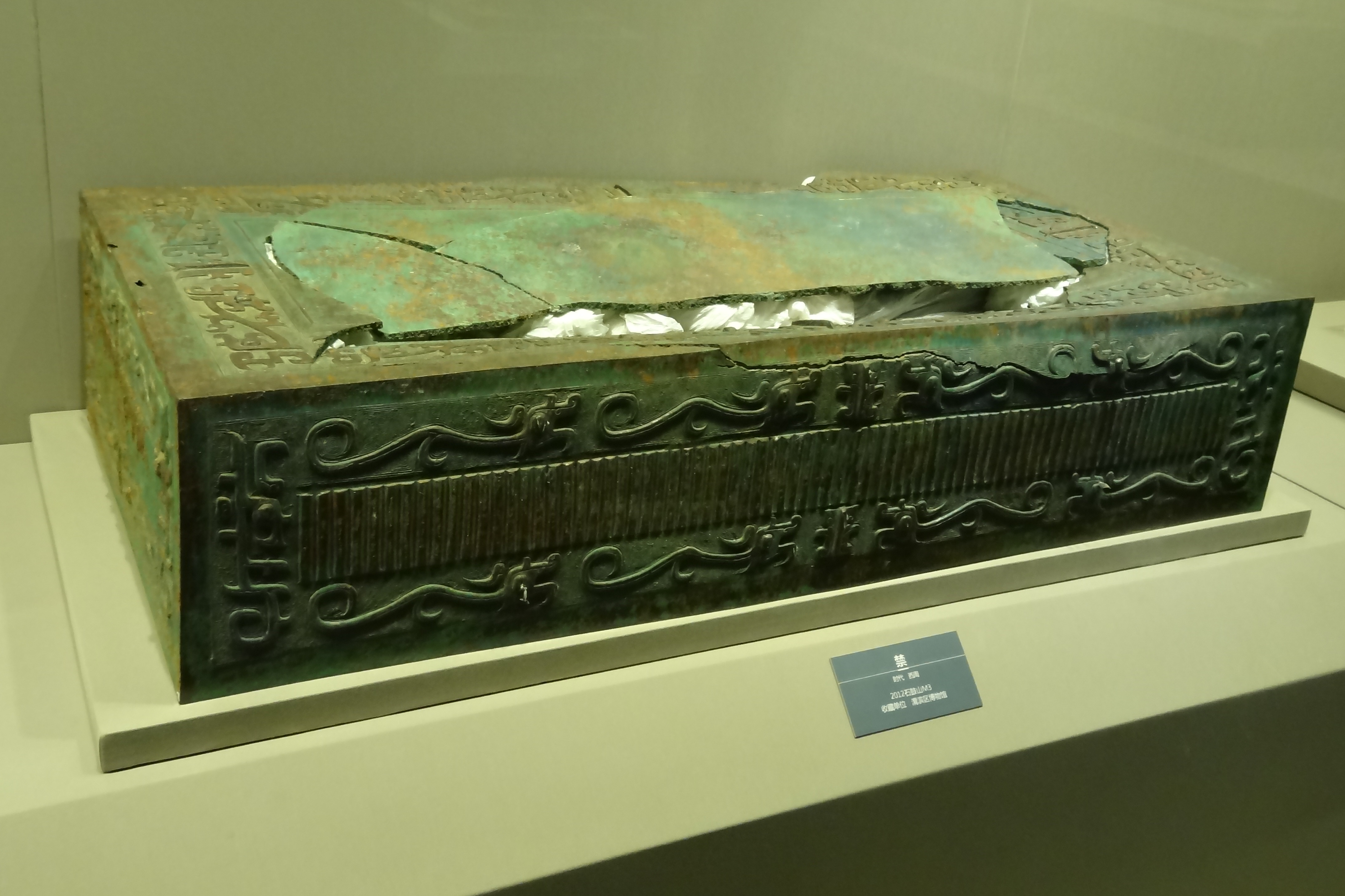
石鼓山1号禁

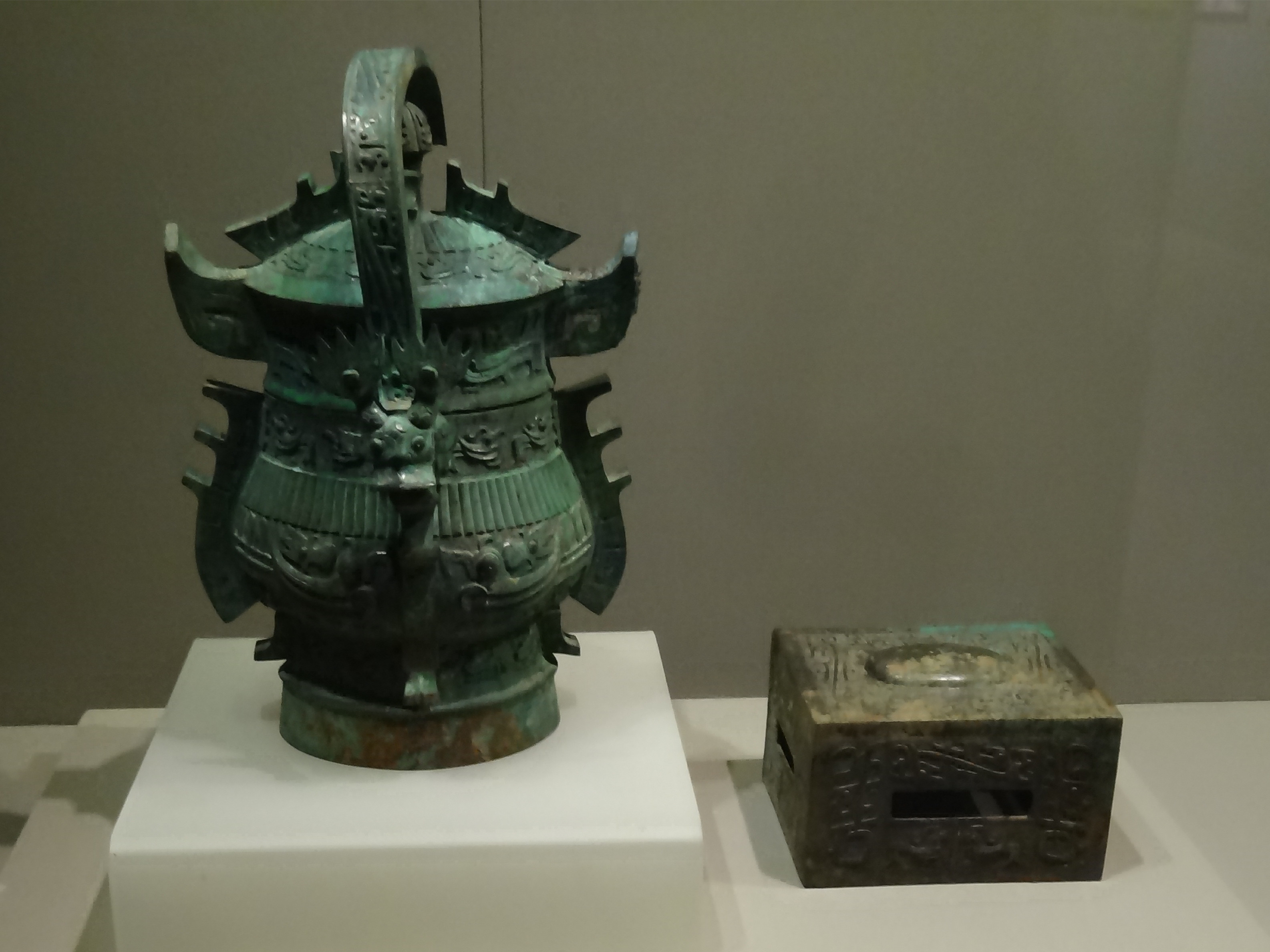
户卣乙和2号禁

2012年6月，在陕西宝鸡石鼓山西周墓出土大小铜禁共两座，是西周铜禁首次经过考古发掘出土。其中较大的被称为石鼓山1号禁，1号禁出土时上面放置有户彝1件、户卣2件、 斗1件，其中一卣下还有一方形器座（即2号禁）。1号禁在M3的K3西部底部放置，其上左侧放置户彝，中间放置户卣甲，右侧放置2号禁，2号禁上部放置户卣乙，户卣甲外放置1号斗。

## 漆木禁
除了青铜禁之外，还有一类就是漆木禁。